# Bitwa pod Vercellae

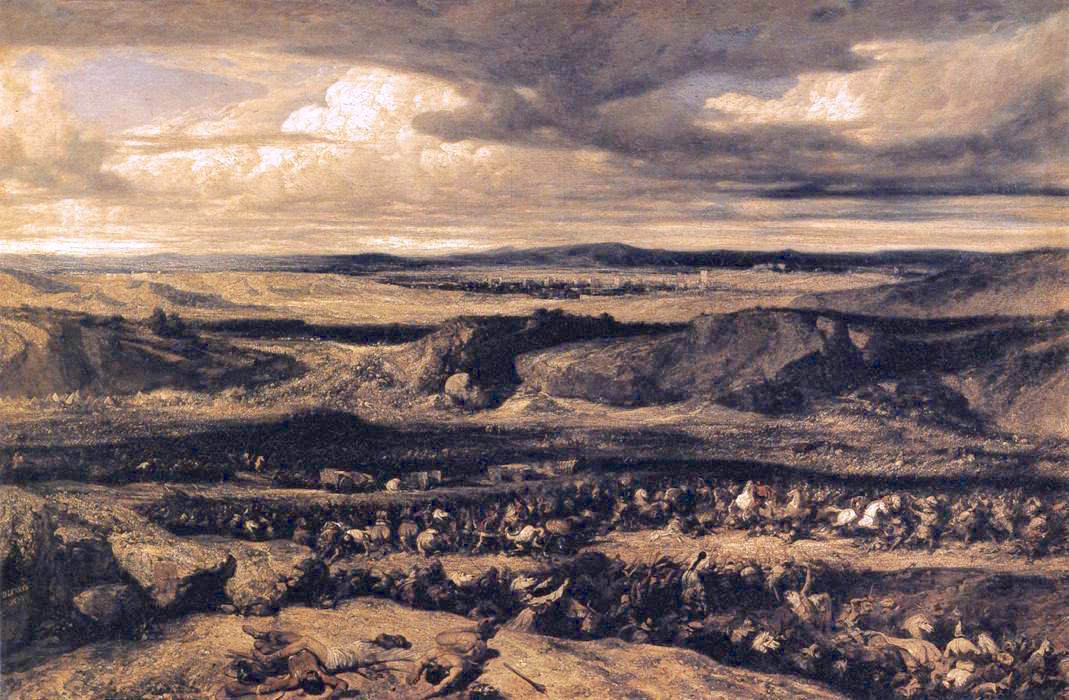
Alexandre-Gabriel Decamps: Klęska Cymbrów (1833)

Bitwa pod Vercellae – starcie zbrojne, które miało miejsce 30 lipca 101 p.n.e. pomiędzy legionami rzymskimi i auxilia dowodzonymi przez Gajusza Mariusza i Kwintusa Lutacjusza Katulusa a siłami germańskiego plemienia Cymbrów. Bitwa zakończyła się wielką klęską Germanów. Rok wcześniej Mariusz pokonał w bitwie pod Aquae Sextiae germańskich Teutonów i Ambronów, którzy wraz z Cymbrami najechali rzymskie terytorium.
Zmuszone trudnymi warunkami klimatycznymi do szukania nowych siedlisk w Europie ludy znad Morza Północnego (Cymbrowie, Teutonowie i Ambronowie) po latach wędrówek wtargnęły niespodziewanie do północnej Italii, niszcząc (dzięki wielkiej przewadze liczebnej) kilka skierowanych przeciwko nim rzymskich armii (rok 113 p.n.e. – bitwa pod Noreią oraz roku 105 p.n.e. – bitwa pod Arausio).
Republika rzymska znalazła się w wielkim niebezpieczeństwie, po raz pierwszy od bardzo dawna zagrożony był byt państwa. W zaistniałej sytuacji senat powierzył dowództwo nad armią i misje odsunięcia niebezpieczeństwa doświadczonemu i niezwykle utalentowanemu wojskowo, nowemu konsulowi – Gajuszowi Mariuszowi.
Jesienią 102 p.n.e. Mariusz zniszczył Teutonów pod Aquae Sextiae. Silniejsi od nich liczebnie Cymbrowie wciąż jednak stanowili wielkie zagrożenie dla Italii. Drugi konsul Kwintus Lutacjusz Katulus starał się zabezpieczyć przełęcze w Alpach i nie przepuścić barbarzyńców na południe. Ostatecznie jednak nie zdecydował się stoczyć z nimi samemu bitwy i wycofując się umożliwił im wtargnięcie do doliny Padu. Połączył się następnie z przybyłymi do północnej Italii siłami Mariusza. Przywódca Cymbrów Bojorix odrzucił propozycję zawarcia pokoju, do rozstrzygającej bitwy doszło na rozległych polach pod Vercellae (dzisiaj Vercelli).
Łączne siły obydwu konsulów liczyły nieco ponad 50 000 żołnierzy (8 legionów oraz auxilia). Była to nowoczesna, zreformowana przez Mariusza, doświadczona armia. Liczbę Cymbrów szacuje się na 200 000 (w tym kobiety i dzieci).
Bitwa została stoczona około południa, wskutek burzy piaskowej walczono w nieładzie. Lepsze wyszkolenie, dyscyplina i organizacja sił rzymskich przesądziły o zwycięstwie. Można przyjąć, iż panujący wówczas ciężki skwar w pewien sposób dodatkowo pomógł Rzymianom, przywykłym – w przeciwieństwie do ludów północy – do wysokich temperatur. Ścigając resztki pobitych Cymbrów żołnierze Mariusza wkroczyli do ufortyfikowanego obozowiska barbarzyńców, podobnie jak po bitwie pod Aquae Sextiae germańskie kobiety masowo popełniały samobójstwa, mordując wcześniej swoje potomstwo. Straty armii rzymskiej były znikome (około 1 000 zabitych). Cymbrów wedle różnych źródeł zginęło od 90 do 140 tysięcy. Około 60 tysięcy trafiło do rzymskiej niewoli.
W Rzymie Mariusz odbył triumf. Jako zbawca republiki został okrzyknięty Trzecim Założycielem Rzymu.